# 2011년 대한민국의 주말 흥행 1위 영화 목록
다음은 2011년 대한민국에서 주말(금요일 ~ 일요일) 간 박스오피스 1위를 달성한 영화의 목록이다.
| #  | 날짜             | 영화                               | 수입 (단위: ₩) | 비고 |
| -- | ---------------- | ---------------------------------- | -------------- | ---- |
| 1  | 2011년 1월 9일   | 《라스트 갓파더》                  | 3,128,253,500  |      |
| 2  | 2011년 1월 16일  | 《메가마인드》                     | 3,226,755,500  |      |
| 3  | 2011년 1월 23일  | 《글러브》                         | 3,484,729,500  |      |
| 4  | 2011년 1월 30일  | 《조선명탐정: 각시투구꽃의 비밀》  | 4,879,485,000  |      |
| 5  | 2011년 2월 6일   | 《조선명탐정: 각시투구꽃의 비밀》  | 8,558,688,500  |      |
| 6  | 2011년 2월 13일  | 《조선명탐정: 각시투구꽃의 비밀》  | 3,824,609,000  |      |
| 7  | 2011년 2월 20일  | 《아이들...》                      | 3,861,125,500  |      |
| 8  | 2011년 2월 27일  | 《아이들...》                      | 2,516,330,500  |      |
| 9  | 2011년 3월 6일   | 《블랙스완》                       | 2,317,737,500  |      |
| 10 | 2011년 3월 13일  | 《월드 인베이젼》                  | 3,464,715,500  |      |
| 11 | 2011년 3월 20일  | 《월드 인베이젼》                  | 1,940,355,000  |      |
| 12 | 2011년 3월 27일  | 《킹스 스피치》                    | 1,318,262,000  |      |
| 13 | 2011년 4월 3일   | 《위험한 상견례》                  | 3,712,480,000  |      |
| 14 | 2011년 4월 10일  | 《위험한 상견례》                  | 3,478,275,500  |      |
| 15 | 2011년 4월 17일  | 《수상한 고객들》                  | 2,170,847,000  |      |
| 16 | 2011년 4월 24일  | 《분노의 질주: 언리미티드》        | 3,093,908,500  |      |
| 17 | 2011년 5월 1일   | 《토르: 천둥의 신》                | 5,532,928,000  |      |
| 18 | 2011년 5월 8일   | 《써니》                           | 2,647,862,500  |      |
| 19 | 2011년 5월 15일  | 《써니》                           | 4,635,948,000  |      |
| 20 | 2011년 5월 22일  | 《캐리비안의 해적: 낯선 조류》     | 11,425,704,000 |      |
| 21 | 2011년 5월 29일  | 《쿵푸 팬더 2》                    | 13,866,647,000 |      |
| 22 | 2011년 6월 5일   | 《쿵푸 팬더 2》                    | 8,168,189,000  |      |
| 23 | 2011년 6월 12일  | 《쿵푸 팬더 2》                    | 4,597,585,000  |      |
| 24 | 2011년 6월 19일  | 《쿵푸 팬더 2》                    | 2,339,210,500  |      |
| 25 | 2011년 6월 26일  | 《써니》                           | 2,548,995,000  |      |
| 26 | 2011년 7월 3일   | 《트랜스포머 3》                   | 23,239,395,500 |      |
| 27 | 2011년 7월 10일  | 《트랜스포머 3》                   | 16,004,291,500 |      |
| 28 | 2011년 7월 17일  | 《해리 포터와 죽음의 성물 2부》    | 10,371,758,000 |      |
| 29 | 2011년 7월 24일  | 《해리 포터와 죽음의 성물 2부》    | 5,771,161,500  |      |
| 30 | 2011년 7월 31일  | 《고지전》                         | 3,661,771,500  |      |
| 31 | 2011년 8월 7일   | 《7광구》                          | 10,595,877,500 |      |
| 32 | 2011년 8월 14일  | 《최종병기 활》                    | 7,821,872,500  |      |
| 33 | 2011년 8월 21일  | 《최종병기 활》                    | 6,861,136,000  |      |
| 34 | 2011년 8월 28일  | 《최종병기 활》                    | 5,423,398,500  |      |
| 35 | 2011년 9월 4일   | 《최종병기 활》                    | 3,543,920,500  |      |
| 36 | 2011년 9월 11일  | 《가문의 영광 4 - 가문의 수난》    | 4,957,419,500  |      |
| 37 | 2011년 9월 18일  | 《최종병기 활》                    | 2,466,704,500  |      |
| 38 | 2011년 9월 25일  | 《도가니》                         | 6,048,271,000  |      |
| 39 | 2011년 10월 2일  | 《도가니》                         | 7,993,775,500  |      |
| 40 | 2011년 10월 9일  | 《도가니》                         | 3,915,172,000  |      |
| 41 | 2011년 10월 16일 | 《리얼 스틸》                      | 4,542,418,000  |      |
| 42 | 2011년 10월 23일 | 《완득이》                         | 3,760,537,500  |      |
| 43 | 2011년 10월 30일 | 《완득이》                         | 4,905,470,500  |      |
| 44 | 2011년 11월 6일  | 《완득이》                         | 5,195,366,500  |      |
| 45 | 2011년 11월 13일 | 《완득이》                         | 4,252,883,500  |      |
| 46 | 2011년 11월 20일 | 《완득이》                         | 3,287,970,000  |      |
| 47 | 2011년 11월 27일 | 《특수본》                         | 2,712,282,000  |      |
| 48 | 2011년 12월 4일  | 《브레이킹 던 part 1》             | 3,757,929,000  |      |
| 49 | 2011년 12월 11일 | 《오싹한 연애》                    | 4,558,547,000  |      |
| 50 | 2011년 12월 18일 | 《미션 임파서블: 고스트 프로토콜》 | 11,121,745,000 |      |
| 51 | 2011년 12월 25일 | 《미션 임파서블: 고스트 프로토콜》 | 9,547,268,000  |      |
| 52 | 2012년 1월 1일   | 《미션 임파서블: 고스트 프로토콜》 | 7,840,509,500  |      |

## 참고 자료
- KOFIC 영화진흥위원회 주간/주말 박스오피스 참고